# Giliante D'Este
Giliante D'Este, italijanski veslač, * 23. marec 1910, Izola, † 24. april 1996, Rim.
D'Este je za Italijo nastopil na Poletnih olimpijskih igrah 1928, 1932 in 1936.
V Amsterdamu je s četvercu s krmarjem osvojil zlato, v Los Angelesu pa s četvercu brez krmarja bronasto medaljo.
V Berlinu je na igrah leta 1936 spet nastopil v četvercu s krmarjem, ki je bil izločen v repasažu. 